# Jockey Club de México
El Jockey Club de México fue una asociación fundada en 1881 por la mayor élite mexicana y tuvo sede en la conocida Casa de los Azulejos.

## Historia
El Jockey Club de México fue fundado por iniciativa de Pedro Rincón Gallardo, el antiguo Marqués de Guadalupe. Rincón Gallardo invitó a personas acaudaladas de la élite de México a formar el club en las salas de cabildo del Ayuntamiento.
Los periodistas no tardaron en criticar esta decisión alterando la información y asegurando que el gobierno derrocharía recursos públicos en bailes y carreras de caballos. Era bien sabido que en los clubes no sólo corrían las apuestas y los juegos de cartas, también se discutían asuntos de negocios, política e incluso se arreglaban matrimonios. 
Aún con la prensa en contra, hubo personas que defendían la formación de Jockey Club, como Manuel Gutiérrez Nájera, cronista del club. Entre burlas y críticas, el Jockey Club se formó y se instaló durante 20 años en la Casa de los Azulejos, período en el que rentaron a la familia Iturbe por 700 pesos mensuales.
Manuel Romero Rubio, ministro de Gobernación y suegro de Porfirio Díaz fue el primer presidente del Jockey Club con Rincón Gallardo como vicepresidente. Entre los socios estaban José Limantour, quien posteriormente sería ministro de Hacienda, Pablo Escandón y Barrón, Tomás Braniff, Guillermo Landa Escandón e Ignacio Torres Adalid, además de miembros de las familias Bermejillo, Casasús, De la Torre y Mier, Fagoaga, Pimentel, Sánchez Ramos, Scherzer, Pearson e incluso Porfirio Díaz Jr.
El Jockey Club de México no estuvo constituido legalmente hasta 1913, cuando se constituyeron como una Sociedad Cooperativa Limitada. Para mantener la exclusividad de la membresía, sólo aceptarían nuevos socios en caso de venta o cesión de las acciones.

## Actividad
Entre los objetivos del Jockey Club estuvieron la construcción de un hipódromo, la apertura de un casino y mejorar el ganado caballar. En 1882, los miembros del Jockey Club formaron la Sociedad Mexicana de Carreras y tuvo su primera temporada en el recién inaugurado Hipódromo de Peralvillo.  
La profesionalización fue un punto destacable en la formación del Club y la Sociedad Mexicana de Carreras ya que antes de existir los hipódromos las carreras se realizaban en terrenos elegidos arbitrariamente. 
Los terrenos firmes y planos del llano de San Lázaro se prestaban para carreras programadas por lo general a mediados de año que se anunciaban con carteles callejeros pero efectivos. Los organizadores estaban en una búsqueda continua de jockeys. 
Esta era toda la experiencia con la que se contaba, sin embargo las carreras en México se comenzaron a realizar de acuerdo a las reglas europeas respecto a la pista y las apuestas. 
Durante la última década del siglo pasado se establecieron los hipódromos del Peñón e Indianilla. Las negociaciones para la compraventa del predio de la colonia Condesa de 293,684 metros cuadrados y otros 6,316 metros cuadrados para la construcción de un nuevo hipódromo comenzaron en 1902 y se concretó en 1908, año en que inició a construirse. 
El Hipódromo Condesa se inauguró en octubre de 1910 con una ceremonia en la que participó Porfirio Díaz acompañado por Enrique C. Creel, Joaquín Casasús, entre otros miembros del cuerpo diplomático mexicano.  